# 천봉낭주
천봉낭주 김씨[天鳳娘主 金氏]는 풍월주 제 25 세 춘장공의 화주[花主]이다. 대원신통이며 진골이다. 수품공(水品公)과 천장낭주 김씨(天長娘主 金氏) 사이에서 태어났다. 수품공은 김구륜과 반야사이에서 태어났다. 그녀는 25세 풍월주인 춘장공과 혼인을 한다. 춘장공은 염장공의 아들이다. 따라서 천봉의 어머니인 천장은 춘장의 고모에 해당한다. 
춘장공은 천광공의 누이 동생 천봉낭주에게 장가들어 화주가 되었으나, 정치를 함에 한걸같이 천광공의 명에 의지하여 행하였다. 그녀는 춘장이 풍월주가 된 후 부제인 진공과 찰두에게만 낭정을 맡기고, 술로 나날을 보내자, 춘장에게 직접 진언하기도 하였다. 춘장이 일부러 술을 마시는 것이 아니고, 여러 아랫사람들을 잘 대하는 것을 보고는 더 이상 간언하지 않았다. 

## 가족 관계

### 선대
- 조부 : 김구륜
- 조모 : 반야공주
  - 아버지 : 수품
- 외조부 : 천주공
- 외조모 : 지도부인 박씨
  - 어머니 : 천장낭주

### 남편
- 남편 : 춘장공